# Mörtel Renáta

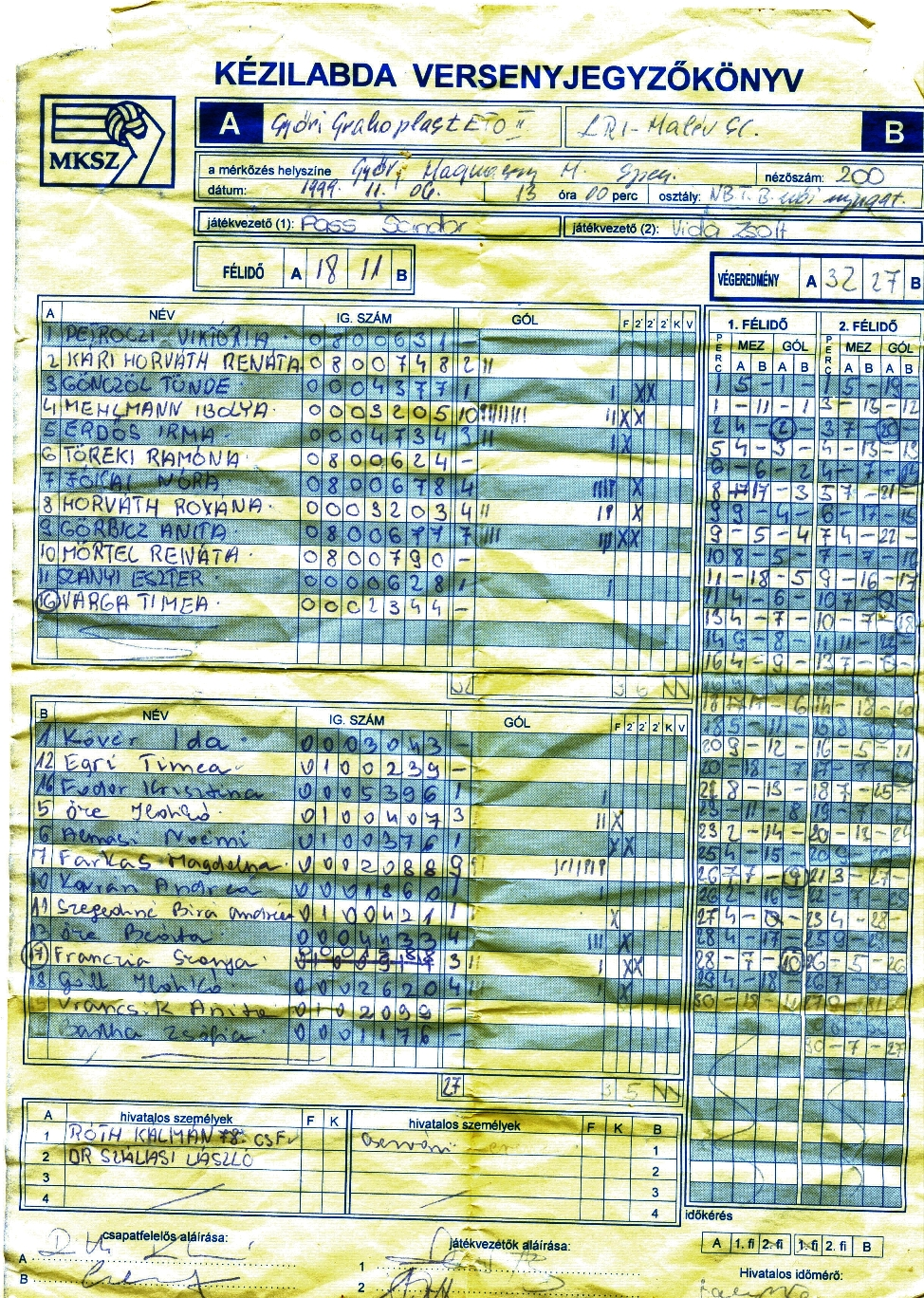
Győri Graboplast ETO II.-LRI-Malév SC. mérkőzés jegyzőkönyve

Mörtel Renáta (1983. október 12. –) kézilabdajátékos, a Siófok KC balátlövője volt.
A 2008-as bajnokság megkezdése előtt röviddel igazolt Szlovéniába, a Dunaferr NK pénzügyi gondjai miatt. 2009-től visszaköltözött Magyarországra, a debreceni csapatot erősítette. 2011-től másfél szezont a Siófok KC csapatában játszott,ahol anyagi gondok lettek és eligazolt Budaörsre. Budaörsön feljutott a csapat az Nb1-be.Időközben állapotos lett és abbahagyta aktív pályafutását ,férjhez ment és két gyermeket szült. 2017 óta a Győrszemerei kézilabda életében tevékenykedik és civil foglalkozása lett.